# Gonophora bowringii
Gonophora bowringii is een keversoort uit de familie bladkevers (Chrysomelidae). De wetenschappelijke naam van de soort werd in 1858 gepubliceerd door Joseph Sugar Baly.